# Bielatal-Hütte
Die Bielatal-Hütte ist eine Selbstversorgerhütte der Kategorie MH des Sächsischen Bergsteigerbundes, einer Sektion des Deutschen Alpenvereins in der Gemeinde Rosenthal-Bielatal im sächsischen Landkreis Sächsische Schweiz-Osterzgebirge. Die auf 380 m ü. NHN liegende Hütte befindet sich im Teilgebiet Bielatal des Klettergebiets Sächsische Schweiz im Ortsteil Ottomühle der Gemeinde Rosenthal-Bielatal, etwa einen Kilometer südlich des Ortsteils Schweizermühle.

## Hütten in der Nähe
- Dessauer Hütte der Sektion Leipzig und der Bergfreunde Anhalt Dessau
- Karl-Stein-Hütte der Sektion Leipzig